# Reuthe
Reuthe är en ort och kommun i distriktet Bregenz i förbundslandet Vorarlberg i Österrike.